# Innkreis (Bayern)

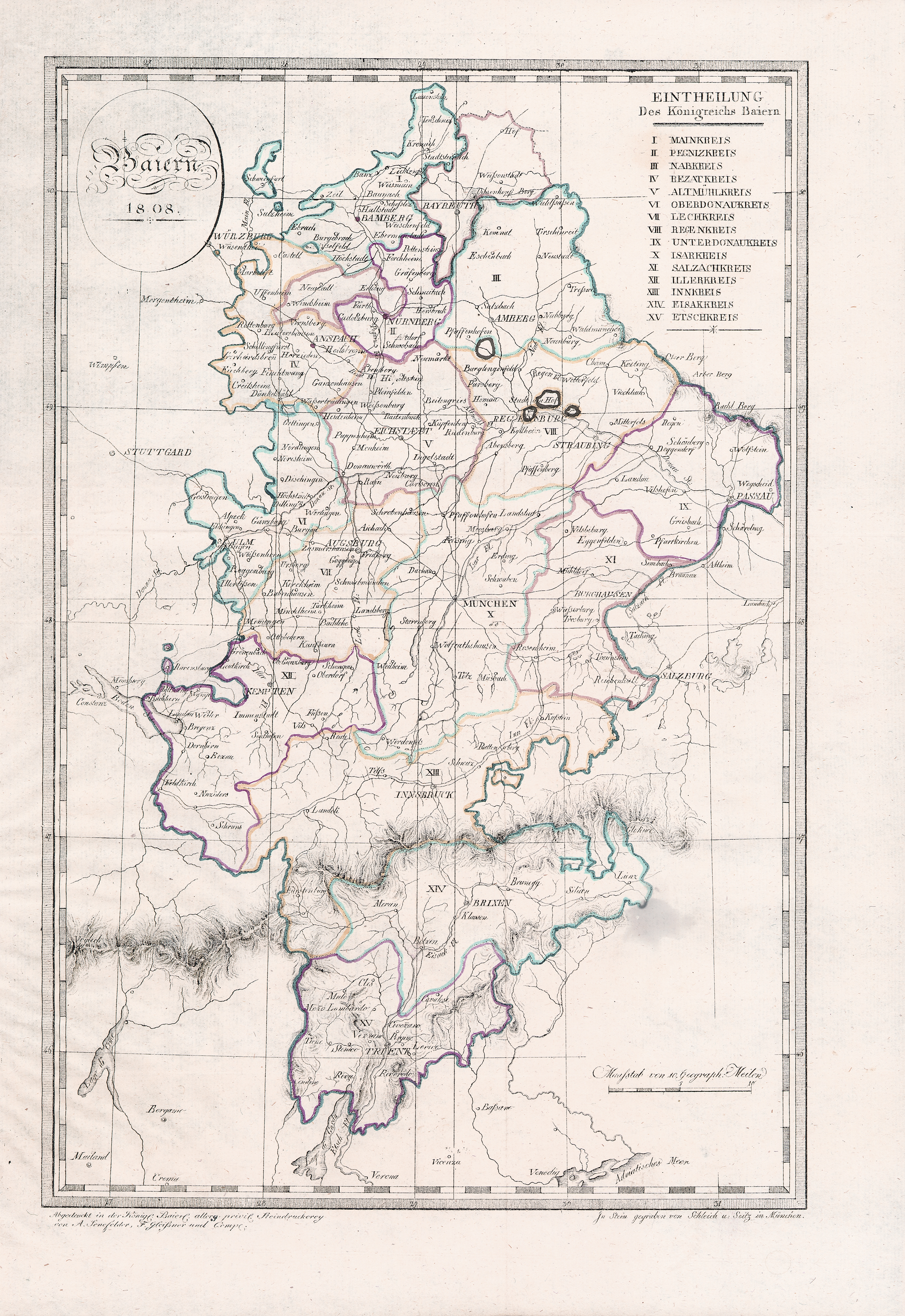
Bayerns Einteilung in Kreise im Jahr 1808

Der Innkreis mit der Hauptstadt Innsbruck war von 1806 bis 1814 einer der Kreise des Königreichs Bayern. Er wurde nach der Annexion Tirols durch Bayern gebildet und umfasste im Wesentlichen Tiroler Gebiet. Er wurde 1814 an Österreich abgegeben.

## Gliederung
Der Kreis gliederte sich in die Kreisunmittelbaren Städte Brixen (ab 1810) und Innsbruck sowie folgende Landgerichte älterer Ordnung:
Brixen (ab 1810), Bruneck (ab 1810), Enneberg (ab 1810), Fürstenburg, Glurns, Hall, Imst, Innsbruck, Kastelruth (ab 1810), Kitzbühel, Klausen (ab 1810), Kufstein, Lana (ab 1810), Landeck, Meran (ab 1810), Mühlbach (ab 1810), Passeier (ab 1810), Rattenberg, Reutte (bis 1810), Ried (ab 1810), Sarntal (ab 1810), Schlandern (ab 1810), Schwaz, Silz, Steinach, Sterzing (ab 1810), Stubai (ab 1810), Taufers (ab 1810), Telfs, Welsberg (ab 1810), Werdenfels (ab 1810), Zell am Ziller (ab 1811).

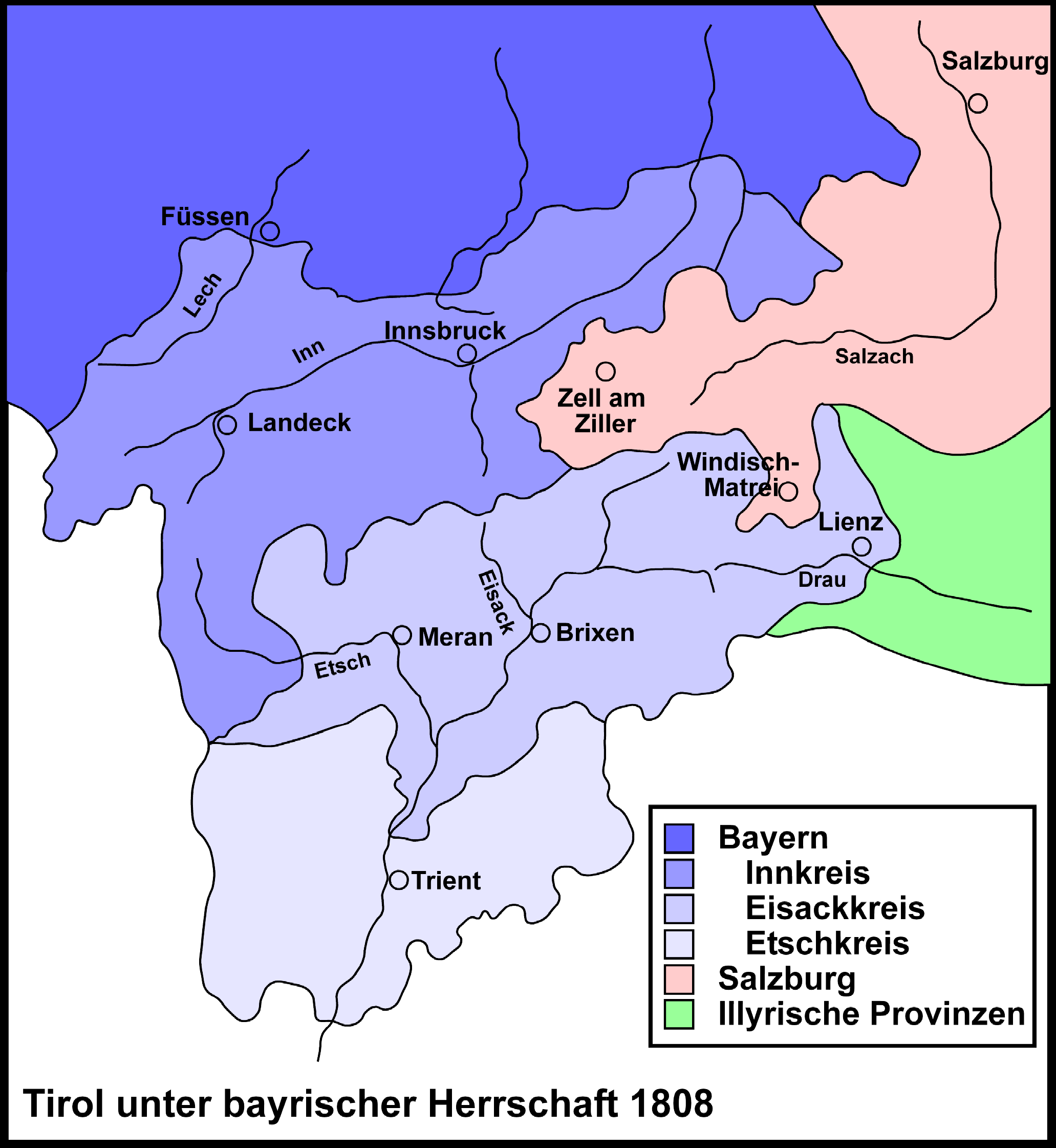
Der neugebildete Innkreis 1808

## Geschichte
Im Jahr 1808 kam es zu einer grundlegenden Neuordnung der Verwaltung Bayerns, die von Maximilian von Montgelas initiiert wurden. Montgelas war damals der leitende Minister des zwei Jahre zuvor gegründeten Königreichs Bayern. Im Rahmen dieser Reform wurde auch die mittlere Verwaltungsebene komplett umgestaltet, wobei die historisch gewachsenen Territorialeinheiten aufgelöst und stattdessen fünfzehn administrative Kreise geschaffen wurden, zu denen auch der Innkreis gehörte.
Der Innkreis mit der Hauptstadt Innsbruck wurde mit der Annexion Tirols gebildet und umfasste zunächst nur acht Landgerichte und seit 1809 die kreisunmittelbare Stadt Innsbruck.
Die Missachtung der alten Tiroler Wehrverfassung (Landlibell Kaiser Maximilians I. von 1511) und die Wiedereinführung der josephinischen Kirchenreform durch den bayerischen Minister Montgelas sorgte für Unmut. Auch die Eingriffe in das religiöse Leben (Verbot von Christmette, Prozessionen und Wallfahrten, Rosenkranz etc.) führten zum sogenannten Kirchenkampf des Klerus und der einfachen Bevölkerung. Die Zwangsaushebung von Rekruten für die Bayerische Armee führte schließlich zum Tiroler Volksaufstand, der am 9. April 1809 in der Tiroler Hauptstadt Innsbruck begann. Andreas Hofer stellte sich an die Spitze der antibayerischen Bewegung. Bereits am 11. April konnte er sich bei Sterzing gegen die Bayern durchsetzen. Am 12. April kam es zur ersten Bergisel-Schlacht um Innsbruck, und schon zwei Tage später konnten die Österreicher in Innsbruck einziehen. Den bayerischen und französischen Truppen gelang es jedoch, Teile Tirols wieder unter ihre Kontrolle zu bringen und Innsbruck zurückzuerobern. Nachdem sich am 13. Mai die bayerisch-französischen Truppen in einer blutigen Schlacht bei Wörgl durchgesetzt hatten, kam es am 25. und am 29. Mai zu zwei weiteren Schlachten am Bergisel, wobei sich die bayerischen Truppen am 29. Mai geschlagen ins Unterinntal zurückziehen mussten. Es folgte der Znaimer Waffenstillstand mit erneuter Besetzung Tirols durch napoleonische Truppen. Dem Aufruf zum Landsturm folgte ein erneuter Sieg der Tiroler am 13. August gegen Marschall Lefebvre. Der Friede von Schönbrunn motivierte Hofer erneut zum Aufstand, der allerdings am 1. November 1809 mit der Niederlage der Tiroler am Bergisel endete.
In der Folge wurden 1810 18 Landgerichte neu errichtet, einige Landgerichte kamen zum Iller- und Salzachkreis. Im Gegenzug wurden Landgerichte des Isarkreises und der Rest des zum großen Teil an Italien abgetretenen Eisackkreises, darunter die kreisunmittelbare Stadt Brixen, eingegliedert. Kronprinz Ludwig wurde im Oktober 1810 zum Generalgouverneur des Inn- und Salzachkreises mit Sitz in Innsbruck ernannt. Am 26. Juni 1814 wurde der Innkreis an Österreich abgegeben. Damit endete dort die bayerische Herrschaft, genauso wie in Vorarlberg und 1816 in Salzburg und im Innviertel. Österreich übernahm die meisten „Errungenschaften“ der bayerischen Verwaltung und hütete sich davor, zu den alten Strukturen zurückzukehren. Das Landgericht Werdenfels, ursprünglich Teil des Hochstifts Freising, verblieb bei Bayern und wurde dem Isarkreis angegliedert.